# ICP Ltd
鴻城有限公司，簡稱鴻城（英語：Goldtron Limited，SGX：5I4），在1992年6月23日，由王順吉進行收購，當時由金錢有限公司更名而來。
主要業務在新加坡、中國內地等生產及銷售電子製造服務。而總部位於5 Loyang Drive Singapore 508936。而曾在1994年進行收購已結業的瑞菱國際集團有限公司，更名為Goldtron Holdings Limited，但在1999年已被衛斯文收購，並購回所有業務。